# Такервилл
Такервилл  — небольшой город в округе Лов штата Оклахома, США. Он расположен недалеко от границы штата Техас. По данным переписи населения 2020 года, в городе постоянно проживают 400 человек. В Такервилле расположено Казино WinStar World, где регулярно проходили международные турниры по ММА организации Bellator.

## География
Город расположен у пересечения 77 федеральной автострады и шоссе 153 Оклахомы, в пяти милях к северу от границы с Техасом и в десяти милях к югу от администраитивного центра округа Лов Марриетты. Межштатная автомагистраль 35 в Оклахоме проходит через город, из-за чего город находится на основном маршруте между Оклахома-Сити и Далласом.
Согласно данным Бюро переписи населения США, общая площадь города составляет 5,83 квадратных километра.

## История
Такервилл был основан в середине XIX века. Сообщество названо в честь Закарайи Тэкера, пионера из Арканзаса. Считается, что он направлялся в район Амарилло, и остановился на ночь у ручья Вулф Холлоу в Индейской территории и прожил там несколько лет до своей смерти. Тэккер подружился с местными индейцами, и они вместе занимались сельским хозяйством, получая хорошие урожаи кукурузы. Вскоре и другие люди начали селиться в этом районе.
После смерти Тэккера в 1887 году сообщество переместилось с первоначального места, где ручей Вулф впадает в реку Рэд, на свое нынешнее местоположение. Основной причиной переезда стало желание жить ближе к железной дороге Атчисон, Топека и Санта-Фе, где была построена станция, а первый открытый продуктовый магазин в городе, находился напротив. Вскоре в Такервилле появились школа, церкви и отделение почты.
Судебные записи, поданные в Суд Южного округа в Ардморе, показывают, что жители Такервилла подали прошение о включении города в состав Арканзаса 15 октября 1898 года. На тот момент в поселении проживало около 175 человек. 5 июля 1899 года Такервилл был официально включен в Индийскую территорию судьей Хозе Таунсендом.
Федеральное автострада 77 было проложена через Такервилл в 1926 году. В это время город переместился по обе стороны шоссе, которое стало новой главной улицей. Население Такервилла колебалось на протяжении второй половины 20 века, достигая своего минимума в 178 человек в 1950 году и максимума в 431 человек в 1980 году.
Такервилл является местом расположения Казино WinStar World, которое принадлежит представителям народа Чикасо.

## Демография
По данным переписи 2000 года, в городе проживало 404 человека, 149 домохозяйств и 108 семей. Расовый состав населения по данным переписи составил 89,85% белых, 4,70% коренных американцев, 0,25% азиатов, 0,99% других рас и 4,21% представителей двух или более рас. Латиноамериканцы любой расы составили 2,97% от всего населения.
Возрастное распределение было следующим: 29,2% — младше 18 лет, 7,2% — от 18 до 24 лет, 26,5% — от 25 до 44 лет, 26,2% — от 45 до 64 лет и 10,9% — 65 лет и старше. Средний возраст составил 37 лет. На каждые 100 женщин приходилось 117,2 мужчин. На каждые 100 женщин в возрасте 18 лет и старше приходилось 110,3 мужчин.
Средний доход домохозяйства составил 22,750 долларов, а средний доход семьи — 45,893 долларов. Доход на душу населения в городе составил 19,605 долларов. Около 7,7% семей и 13,5% населения находились за чертой бедности, включая 10,9% из числа лиц младше 18 лет и 22,2% из числа лиц старше 65 лет.

## В культуре и спорте
В Такервилле регулярно проходят турниры по ММА организации Bellator, на которых выступают бойцы из множества различных стран.
Терри Брадшоу, четырехкратный обладатель Супербоула, владеет ранчо в Таккервилле, в котором проходят съёмки его реалити-шоу Семья Брадшоу.

## Внешние ссылки
- Информация о Такервилле, Оклахома